# Кузьмин, Вадим Александрович
Вадим Александрович Кузьмин (18 декабря 1967 — 24 декабря 2018) — российский гидролог, директор Государственного гидрологического института, доктор технических наук.

## Биография
Родился и вырос в г. Ковров. В 1986—1988 гг. служил в армии.
Окончил гидрологический факультет Российского государственного гидрометеорологического университета (1992) и аспирантуру СПбГУ, в 1996 г. защитил кандидатскую диссертацию на тему «Применение стохастических методов для краткосрочного прогноза уровней воды в зоне выклинивания Чебоксарского водохранилища».
В 1996—2002 преподавал на кафедре гидрофизики и гидропрогнозов РГГМУ.
В 2002—2008 гг. работал в США (Силвер Спринг) и Австралии (Мельбурн).
С 2008 по 2017 год — профессор, заведующий кафедрой гидрогеологии и геодезии РГГМУ.
Доктор технических наук (2010, тема диссертации «Фундаментальные основы и методология автоматической калибровки многопараметрических гидрологических моделей»).
Принимал участие в проектах:
- «Разработка методических основ и технологий управления водными ресурсами речных систем, недостаточно освещённых гидрометеорологическими наблюдениями (на примере бассейна реки Меконг)»,
- «Разработка инновационных технологий мониторинга и прогнозирования гидрометеорологических условий, обеспечивающих безопасность и эффективную работу железнодорожного транспорта»,
- «Национальный атлас Арктики» (Год издания: 2017. АО «Роскартография» Москва Объём: 496 страниц (124,0 печатных листов) ISBN 978-5-9523-0386-7.

С января 2018 года — директор Государственного гидрологического института. Организовал новое научное подразделение — отдел прогнозирования гидрологических процессов и экспериментальной гидрологии.
Умер 24 декабря 2018 года после тяжёлой болезни.